# Reiner Zilkenat
Reiner Zilkenat (* 20. Mai 1950; † 26. Februar 2020 in Berlin) war ein deutscher Historiker und marxistisch orientierter Redakteur.

## Leben
Reiner Zilkenat wuchs in Berlin-Tiergarten auf und studierte von 1970 bis 1976 an der Freien Universität Berlin Geschichte und Politikwissenschaft. Nach dem Ende seines Studiums war Zilkenat als Hilfsassistent am Lehrstuhl von Reinhard Rürup für Neuere Geschichte der Technischen Universität Berlin beschäftigt. 1981 gab er im Rahmen der West-Berliner Ausstellung Preußen – Versuch einer Bilanz gemeinsam mit Peter Brandt einen wissenschaftlichen Begleitband zur Sozialgeschichte Preußens heraus („Preußen-Lesebuch“). Zilkenat war seit 1972 Mitglied der SEW und Redakteur von deren Theorie-Zeitschrift Konsequent. Obwohl in West-Berlin lebend, wurde Zilkenat noch Mitte 1989 an der Akademie für Gesellschaftswissenschaften beim ZK der SED in Ost-Berlin mit einer Arbeit zum Berliner Metallarbeiterstreik 1930 promoviert. Schwerpunkte seiner Forschung waren die Geschichte der deutschen Arbeiterbewegung sowie die Endphase der Weimarer Republik und der Aufstieg der NSDAP.
Als Parteiloser war Zilkenat ab 2001 Herausgeber des „Rundbriefes der Bundes-Arbeitsgemeinschaft Rechtsextremismus/Antifaschismus beim Vorstand der Partei Die Linke“. Zugleich war er Mitglied des Förderkreises Archive und Bibliotheken zur Geschichte der Arbeiterbewegung, dessen Vorsitz er in den Jahren von 2011 bis 2018 übernahm. Zilkenat gehörte auch zu den regelmäßigen Autoren verschiedener Fachzeitschriften und Publikationen der Rosa-Luxemburg-Stiftung sowie der marxistisch orientierten Printmedien Z. Zeitschrift für marxistische Erneuerung, junge Welt und RotFuchs.

## Schriften (Auswahl)
Monographien
- (mit Thomas Hofmann) (1981) Preußen III. Versuch einer Bilanz. Zur Sozialgeschichte eines Staates. Hamburg: Rowohlt; ISBN 9783499340031
- (mit Henryk Skrzypczak) (2012) 80 Jahre Berliner Verkehrsarbeiterstreik 3.–7. November 1932, Mitteilungen des Förderkreises Archive und Bibliotheken zur Geschichte der Arbeiterbewegung, Sonderheft, Berlin 2012.

Herausgeberschaften
- Deutschland im 20. Jahrhundert: aus dem Nachlass von Rolf Richter. Berlin 2007
- Antisemitismus und Demokratiefeindschaft in Deutschland im 20. Jahrhundert. Berlin 2011
- (mit Yves Müller) (2013): Bürgerkriegsarmee. Forschungen zur nationalsozialistischen Sturmabteilung (SA). Frankfurt am Main: Peter Lang; "new edition" ISBN 978-3-631-63130-0.
- (mit Marga Voigt): Henryk Skrzypczak: Als es „ums Ganze“ ging. Gewerkschaften zwischen Revolution und Kapitulation. 1918-1933. edition bodoni, Neuruppin 2014
- »...Alle Macht den Räten!« Die deutsche Revolution 1918/19 und ihre Räte. Neuruppin 2018
- (mit Stefan Bollinger): Zweimal Deutschland. Soziale Politik in zwei deutschen Staaten – Herausforderungen, Gemeinsamkeiten, getrennte Wege. Konferenzband zu einem deutschlandpolitischen öffentlichen Symposium am 4. November 2019 in Berlin-Marzahn. edition bodoni, Neuruppin 2020